# Station Edinburgh Waverley
Station Edinburgh Waverley is het centrale spoorwegstation van de Schotse hoofdstad Edinburgh. Met een oppervlakte van 101.000 m² is het na Station London Waterloo het grootste station van het Verenigd Koninkrijk. Na Station Glasgow Central verwerkt het de meeste passagiers van Schotland.
Het station is het eindpunt van de East Coast Main Line en van een van de takken van de West Coast Main Line en trekt daarom veel reizigers uit Engeland. Vanaf Waverley kan men vele stations in het grootstedelijk gebied van Edinburgh bereiken. Het station is het begin- en eindpunt van lijnen naar diverse Schotse steden, waaronder de spoorlijnen naar Glasgow.
Het station is in handen van Network Rail en is gelegen in de diepe vallei tussen de Old Town en de New Town, langs Princes Street. Bij het station liggen twee bruggen over de vallei; één boven het station en één met een ingang naar het station.
Waverley Station is vernoemd naar de Waverley Novels van Sir Walter Scott.
Glasgow Queen Street · Croy · Falkirk High · Polmont · Linlithgow · Edinburgh Park · Haymarket · Edinburgh Waverley